# Ratpenat nasofoliat ciclop
El ratpenat nasofoliat ciclop (Doryrhina cyclops) és una espècie de ratpenat de la família dels hiposidèrids. Viu a Benín, el Camerun, la República del Congo, la República Democràtica del Congo, Costa d'Ivori, Guinea Equatorial, el Gabon, Gàmbia, Ghana, Guinea, Guinea Bissau, Kenya, Libèria, Nigèria, Ruanda, el Senegal, Sierra Leone, el Sudan, Tanzània, Togo i Uganda. El seu hàbitat natural és el bosc i la sabana en moltes parts de la seva àrea de distribució. No hi ha cap amenaça significativa per a la supervivència d'aquesta espècie, tot i que està afectada per la desforestació, especialment en els límits extrems de la seva distribució.